# Obione leptocarpa
Obione leptocarpa är en amarantväxtart som beskrevs av Ferdinand von Mueller. Obione leptocarpa ingår i släktet Obione och familjen amarantväxter. Inga underarter finns listade i Catalogue of Life.